# Linophloeus bouvieri
Linophloeus bouvieri is een keversoort uit de familie somberkevers (Zopheridae). De wetenschappelijke naam van de soort werd in 1899 gepubliceerd door Antoine Henri Grouvelle.